# テレテックメディアパーク
株式会社テレテックメディアパーク（TeleTECH MEDIA PARK）は、テレテックのグループ会社で主にテレビ番組に関するVTR編集・テロップ・MAの業務を行っていたポストプロダクションである。1991年11月7日に「パークタワーウエスト」として設立（1998年に現社名）。
2006年12月31日閉業。

## 所在地
- 東京都港区東麻布1-25-5

## 役員
- 代表取締役社長 : 小嶋昭男
- 取締役 : 木村増夫、大竹和夫

## 主な作品

### テレビ番組

#### バラエティ

##### 1991年11月 - 1999年12月
レギュラー番組
- 進め!電波少年（日本テレビ、NNS系列局全国ネット　1992年7月 - 1998年1月）
- ウンナン世界征服宣言（日本テレビ、NNS系列局全国ネット　1992年10月 - 1995年3月）
- パッパラ!パラダイス 朝から早坂（テレビ朝日、関東ローカル　1993年4月 - 1997年3月）
- 超天然銀座（テレビ朝日、ANN系列局ほか一部ネット、1994年10月 - 1995年3月）
- ウッチャンウリウリ!ナンチャンナリナリ!!（日本テレビ、NNS系列局全国ネット　1995年5月 - 1996年3月）
- ウッチャンナンチャンのウリナリ!!（日本テレビ、NNS系列局全国ネット　1996年4月 - 2002年3月）
- 特命リサーチ200X（日本テレビ、NNS系列局全国ネット　1996年10月 - 2002年1月）
- 進ぬ!電波少年（日本テレビ、NNS系列局全国ネット　1998年1月 - 2002年9月）
- 雷波少年（日本テレビ、NNS系列局ほか一部ネット　1998年4月 - 2002年9月）
- 足立区のたけし、世界の北野（フジテレビ、FNS系列局ほか一部ネット、イースト・エンタテインメント　1999年5月 - 2002年9月）

単発・スペシャル番組
- 電波少年INTERNATIONAL（日本テレビ、NNS系列局全国ネット　1994年8月 - 1998年3月）
- 雷電為右衛門（日本テレビ、NNS系列局全国ネット　1999年7月、スーパースペシャル枠）

##### 2000年1月 - 2006年12月
レギュラー番組
- クイズ赤恥青恥（テレビ東京、TXN系列局全国ネット、オフィスクレッシェンド　2001年1月 - 2003年3月）
- 不思議どっとテレビ。これマジ!?（テレビ朝日、ANN系列局全国ネット　2001年4月 - 2002年3月）
- 三宅裕司のドシロウト（山口放送、NNS系列局ほか一部ネット、アミューズ、ケイマックス　2002年4月 - 2006年3月）
- たけしの斎藤寝具店（フジテレビ、FNS系列局ほか一部ネット、イースト・エンタテインメント　2002年10月 - 2004年3月）
- 電波少年に毛が生えた 最後の聖戦（日本テレビ、NNS系列局全国ネット　2002年10月 - 2003年1月）
- 遊ワク☆遊ビバ!（日本テレビ、NNS系列局全国ネット　2003年4月 - 2004年3月）
- カミングダウト（日本テレビ、NNS系列局全国ネット　2004年4月 - 2005年3月）
- 北野タレント名鑑（フジテレビ、FNS系列局ほか一部ネット、イースト・エンタテインメント　2004年4月 - 2006年3月）
- ひらめ筋GOLD（日本テレビ、NNS系列局全国ネット　2005年10月 - 2006年3月）
- シャル・ウィ・ダンス?〜オールスター社交ダンス選手権〜（日本テレビ、NNS系列局全国ネット　2006年4月 - 12月）

単発・スペシャル番組

#### ドラマ

##### 1991年11月 - 1999年12月
連続ドラマ
- 砂の上の家（フジテレビ、彩の会　1993年8月 - 10月 妻たちの劇場）
- 男はいらない（読売テレビ、彩の会　1994年10月期クール）
- 砂の城（東海テレビ、彩の会　1997年6月 - 10月 平日帯13時30分）

単発・スペシャルドラマ
- 結婚・私が好きですか「あなたでなければ…」（ABC、出海企画　1993年6月）
- 日本名作ドラマ 美徳のよろめき（テレビ東京、テレパック　1993年6月）
- 腕まくり看護婦物語
- 競馬場の女（日本テレビ、彩の会　1994年2月 火曜サスペンス劇場）
- 内田康夫サスペンス 浅見光彦シリーズ1「伊香保殺人事件」（フジテレビ、彩の会、東映　1995年12月 金曜エンタテイメント）
- 内田康夫サスペンス 浅見光彦シリーズ2「横浜殺人事件」（フジテレビ、彩の会、東映　1996年5月 金曜エンタテイメント）
- 奄美殺人珊瑚礁（TBS、大映テレビ　1997年4月 月曜ドラマスペシャル）
- 内田康夫サスペンス 浅見光彦シリーズ4「津和野殺人事件」（フジテレビ、彩の会、東映　1997年7月 金曜エンタテイメント）
- 渥美清のああ、青春日記（フジテレビ、彩の会　1997年9月）
- 内田康夫サスペンス 浅見光彦シリーズ6「漂泊の楽人〜越後・沼津殺人事件〜」（フジテレビ、彩の会、東映　1998年7月 金曜エンタテイメント）
- 内田康夫サスペンス 浅見光彦シリーズ8「平家伝説殺人事件」（フジテレビ、彩の会、東映　1999年7月 金曜エンタテイメント）

##### 2000年1月 - 2006年12月
連続ドラマ
単発・スペシャルドラマ
日本テレビ系
- ウンナン世界征服宣言
- 電波少年シリーズ
  - 進め!電波少年→進ぬ!電波少年→電波少年に毛が生えた 最後の聖戦
  - 雷波少年
- 電波少年的放送局企画部 放送作家トキワ荘
- ウッチャンナンチャンのウリナリ!!
- 特命リサーチ200X
- 遊ワク☆遊ビバ!
- カミングダウト
- プリティガレッジ
- (秘)ひらめ筋
- 鶴の間
- ガガガガガレッジセール
- ひらめ筋GOLD
- 三宅裕司のドシロウト（山口放送制作）
- 少年チャンプル（中京テレビ制作）
- 女優魂（中京テレビ制作）
- シャル・ウィ・ダンス?〜オールスター社交ダンス選手権〜※HD
- スーパーチャンプル（中京テレビ制作）※HD

TBS系
- ウンナンさん
- UN街

フジテレビ系
- ビートたけしシリーズ
  - ビートたけしのつくり方
  - 足立区のたけし、世界の北野 ※同業のヴィジュアルベイから引き継ぎ1999年5月（番組中期）～最終回まで
  - たけしの斎藤寝具店
  - 北野タレント名鑑
  - たけしのコマネチ大学数学科 ※同社閉業後は同業のザ・チューブへ
- とんねるずのみなさんのおかげでした
- 開運のツキ
- 激闘!オレごはん（東海テレビ制作）
- 感動!オレごはん（東海テレビ制作）
- WOOD
- GAZO-MUZO

テレビ朝日系
- あなあきロンドンブーツ
- ぷらちなロンドンブーツ
- 不思議どっとテレビ。これマジ!?
- ダヴィンチの予言
- 超天然銀座 ※内包コーナー「チャンネル99」以外を全て担当
- 合格!日本語ボーダーライン（ABC制作）

テレビ東京系
- クイズ赤恥青恥※HD 同業のパッチワークから引き継ぎ
- えぐら開運堂
- 今夜もドル箱
- 音遊人※HD
- 激走!GT
- ゴルフスーパーバトル
- タレコミ
- Neo Happy系教育テレビ（テレビ大阪・SODクリエイト制作）

### DVD
- その時…上島が動いた